# Miliana
Miliana (arabsko مليانة  [Miliana]) je mesto v severni alžirski provinci Aïn Defla. Od prestolnice Alžir je oddaljeno približno 119 km. Leta 2008 je imelo 44.201 prebivalca. Mesto leži južno od masiva Dahra na gozdnatem južnem pobočju gore Zaccar Rherbi, pet kilometrov severno od reke Chelif. Zahodno od mesta je planota Zaccar.

## Zgodovina
Miliana je istovetna s starim punskim mestom, ki se je v rimskih časih imenovalo Zuchabar. Pod cesarjem Avgustom (vladal 27 pr. n. št.–14 n. št.) je dobilo status kolonije in se preimenovalo v  Colonia Iulia Augusta Zuchabar. Grška oblika imena, kot jo je zapisal Ptolemej, je starogrško Ζουχάββαρι (Zouhábbari). Plinij starejši jo omenja kot »kolonija Avgusta, ki se imenuje tudi Zuccbar«, Amijan Marcelin pa Sugabarri in v pridevniški obliki Sugabarritanum.
Zuchabar je spadal v rimsko provinco Mavretanijo Caesariensis. V filmu Gladiator se omenja rimska provinca Zuchabar, ki je izmišljena in ni nikoli obstajala.  
Zuchabar je postal sedež krščanske škofije. Ohranili sta se imeni dveh škofov in enega donatista: Maksimijana, ki je prisostvoval na Kartaginskem cerkvenem zboru leta 411,  donatista Germana, ki je prisostvoval na istem zboru, in Štefana, enega od katoliških škofov, katerega je Hunerik leta 484  pozval na srečanje v Kartagino in ga zatem izgnal. Škofija je vključena v seznam naslovnih škofijskih sedežev katoliške Cerkve.
Miliano je na mestu antičnega rimskega mesta Zuchabar v 10. stoletju ponovno ustanovil ziridski vladar Ifrikije Bulugin Ibn Ziri. V 1830. letih je mesto prišlo pod oblast verskega in vojaškega vodje Abd Al Kadirja, ki se je upiral naraščajoči francoski okupaciji Alžirije. Leta 1840 je Al Kadir ukazal, da se Miliana požge, da ne bi prišla v roke Francozom. Leta 1842 je nazadnje padla pod francosko oblast in bila obnovljena v francoskem kolonialnem slogu. 

## Geografija
Miliana stoji na goratem ozemlju  z nadmorsko višino od 430 do 870 m. Severno od nje je gora Zaccar Rherbi, visoka 1.550 m.  Proti jugu se razteza manjši greben z višino 700 m, ki ločuje Miliano od mesta Khemis Miliana. Okolica  mesta je porasla z gozdom. 

## Podnebje
Miliana ima sredozemsko podnebje (Köppnova podnebna klasifikacija Csa) z vročimi in suhimi poletji in milimi, vlažnimi zimami.
| Podnebni podatki za Miliana     | Podnebni podatki za Miliana | Podnebni podatki za Miliana | Podnebni podatki za Miliana | Podnebni podatki za Miliana | Podnebni podatki za Miliana | Podnebni podatki za Miliana | Podnebni podatki za Miliana | Podnebni podatki za Miliana | Podnebni podatki za Miliana | Podnebni podatki za Miliana | Podnebni podatki za Miliana | Podnebni podatki za Miliana | Podnebni podatki za Miliana |
| Mesec                           | Jan                         | Feb                         | Mar                         | Apr                         | Maj                         | Jun                         | Jul                         | Avg                         | Sep                         | Okt                         | Nov                         | Dec                         | Letno                       |
| ------------------------------- | --------------------------- | --------------------------- | --------------------------- | --------------------------- | --------------------------- | --------------------------- | --------------------------- | --------------------------- | --------------------------- | --------------------------- | --------------------------- | --------------------------- | --------------------------- |
| Povprečna visoka temperatura °C | 11.7                        | 12.9                        | 15.2                        | 17.4                        | 22.0                        | 27.4                        | 32.1                        | 32.2                        | 28.0                        | 21.9                        | 16.4                        | 12.3                        | 20.8                        |
| Povprečna dnevna temperatura °C | 8.6                         | 9.6                         | 11.3                        | 13.2                        | 17.3                        | 22.2                        | 26.6                        | 26.6                        | 22.9                        | 17.7                        | 12.8                        | 9.8                         | 16.6                        |
| Povprečna nizka temperatura °C  | 5.5                         | 6.2                         | 7.4                         | 9.0                         | 12.5                        | 17.0                        | 21.0                        | 21.1                        | 17.7                        | 13.3                        | 9.2                         | 6.2                         | 12.2                        |
| Povprečna količina padavin mm   | 120.5                       | 124.0                       | 112.3                       | 71.3                        | 47.9                        | 16.8                        | 5.8                         | 7.1                         | 29.6                        | 68.9                        | 103.3                       | 119.8                       | 827.3                       |
| Vir: NOAA (1969-1990)           |                             |                             |                             |                             |                             |                             |                             |                             |                             |                             |                             |                             |                             |

## Mesto
V središču mesta sta muslimanska in francoska četrt, obdani s skupnim obzidjem, zgrajenim na turških in berberskih temeljih. V muslimanski četrti je mošeja Sidi Ahmeda Ben Yousefa, zgrajena v mavrskem slogu, ki je vsaki dve leti cilj romanja muslimanov. V muslimanski četrti je tudi pokrita tržnica. Sodobni del  mesta, znan kot Place Cornot ali  Place de l’Horloge (Urni trg), je zasenčen z drevesi in ima urni stolp, ki je bil nekoč minaret.

## Gospodarstvo
Miliana je predvsem kmetijsko mesto. Vinogradi, sadovnjaki in vrtovi, ki ležijo pod mestom,se namakajo z vodo z bližnjih gora. Ima tudi hidroelektrarno, ki z elektriko oskrbuje tovarno keramičnih ploščic, mline in drugo lahko industrijo.

## Rekreacija
Pred kolonizacijo se je v mestu in drugod igrala tradicionalna igra el koura, podobna sodobnemu nogometu. Igrala se je spomladi in v obdobjih izjemne suše, ker se je verjelo, da prinaša dež.  Po francoski kolonizaciji je postal bolj priljubljen  nogomet.